# Stazioni della metropolitana di Madrid
Questo è l'elenco delle stazioni della metropolitana di Madrid, comprensivo di quelle aperte, in costruzione e in progettazione.

## Stazioni aperte
Le tabelle indicano il nome di ogni stazione, la o le linee su cui è ubicata, il comune e il distretto in cui si trova, la data della prima apertura, la tipologia e gli eventuali interscambi.

### A
| Stazione                  | Linea | Comune             | Distretto                           | Data apertura                                                                                     | Interscambi         | Servizi                                                     | Zona               |
| ------------------------- | ----- | ------------------ | ----------------------------------- | ------------------------------------------------------------------------------------------------- | ------------------- | ----------------------------------------------------------- | ------------------ |
| Abrantes                  |       | Madrid             | Carabanchel                         | 16 novembre 1998                                                                                  |                     | Ascensore                                                   | Zona tariffaria A  |
| Acacias                   | [ 1 ] | Madrid             | Arganzuela                          | 5 giugno 1968                                                                                     | [ 1 ]               |                                                             | Zona tariffaria A  |
| Aeropuerto T1-T2-T3       |       | Madrid             | Barajas                             | 14 giugno 1999                                                                                    |                     | Ascensore · Parcheggio · Ufficio informazioni metropolitana | Zona tariffaria A  |
| Aeropuerto T4             |       | Madrid             | Barajas                             | 3 maggio 2007                                                                                     |                     | Ascensore · Parcheggio · Ufficio informazioni metropolitana | Zona tariffaria A  |
| Alameda de Osuna          |       | Madrid             | Barajas                             | 24 novembre 2006                                                                                  |                     | Ascensore                                                   | Zona tariffaria A  |
| Alcorcón Central          |       | Alcorcón           | —                                   | 11 aprile 2003                                                                                    |                     |                                                             | Zona tariffaria B1 |
| Alfonso XIII              |       | Madrid             | Chamartín                           | 23 marzo 1973                                                                                     |                     |                                                             | Zona tariffaria A  |
| Almendrales               |       | Madrid             | Usera                               | 21 aprile 2007                                                                                    |                     | Ascensore                                                   | Zona tariffaria A  |
| Alonso Cano               |       | Madrid             | Chamberí                            | 16 ottobre 1998                                                                                   |                     | Ascensore                                                   | Zona tariffaria A  |
| Alonso de Mendoza         |       | Getafe             | —                                   | 11 aprile 2003                                                                                    |                     |                                                             | Zona tariffaria B1 |
| Alonso Martínez           |       | Madrid             | Centro/Chamberí                     | 23 marzo 1944 (linea 4) 23 febbraio 1970 (linea 5) 18 dicembre 1981 (linea 10)                    |                     |                                                             | Zona tariffaria A  |
| Alsacia                   |       | Madrid             | San Blas-Canillejas                 | 16 marzo 2011                                                                                     | Autobus interurbani | Ascensore                                                   | Zona tariffaria A  |
| Alto de Extremadura       |       | Madrid             | Latina                              | 10 maggio 1995                                                                                    |                     |                                                             | Zona tariffaria A  |
| Alto del Arenal           |       | Madrid             | Puente de Vallecas                  | 7 aprile 1994                                                                                     |                     | Ascensore                                                   | Zona tariffaria A  |
| Aluche                    |       | Madrid             | Latina                              | 4 febbraio 1961                                                                                   | Autobus interurbani | Ascensore · Parcheggio · Bibliometro                        | Zona tariffaria A  |
| Alvarado                  |       | Madrid             | Tetuán                              | 6 marzo 1929                                                                                      |                     |                                                             | Zona tariffaria A  |
| Álvarez de Villaamil      |       | Madrid             | Hortaleza                           | 24 maggio 2007                                                                                    |                     | Ascensore                                                   | Zona tariffaria A  |
| Antón Martín              |       | Madrid             | Centro                              | 26 dicembre 1921                                                                                  |                     |                                                             | Zona tariffaria A  |
| Antonio Machado           |       | Madrid             | Fuencarral-El Pardo/Moncloa-Aravaca | 29 marzo 1999                                                                                     |                     | Ascensore                                                   | Zona tariffaria A  |
| Antonio Saura             |       | Madrid             | Hortaleza                           | 24 maggio 2007                                                                                    |                     | Ascensore                                                   | Zona tariffaria A  |
| Aravaca                   |       | Madrid             | Moncloa-Aravaca                     | 27 luglio 2007                                                                                    |                     | Ascensore                                                   | Zona tariffaria A  |
| Arganda del Rey           |       | Arganda del Rey    | —                                   | 7 aprile 1999                                                                                     |                     | Ascensore · Parcheggio                                      | Zona tariffaria B3 |
| Arganzuela-Planetario     |       | Madrid             | Arganzuela                          | 26 gennaio 2007                                                                                   |                     | Ascensore                                                   | Zona tariffaria A  |
| Argüelles                 |       | Madrid             | Centro/Chamberí/Moncloa-Aravaca     | 15 luglio 1941 (linea 3) 23 marzo 1944 (linea 4) 10 maggio 1995 (linea 6)                         |                     | Ascensore                                                   | Zona tariffaria A  |
| Arroyo Culebro            |       | Getafe             | —                                   | 11 aprile 2003                                                                                    |                     | Ascensore                                                   | Zona tariffaria B1 |
| Arroyofresno              |       | Madrid             | Fuencarral-El Pardo                 | 23 marzo 2019                                                                                     |                     | Ascensore                                                   | Zona tariffaria A  |
| Artilleros                |       | Madrid             | Moratalaz                           | 31 gennaio 1980                                                                                   |                     |                                                             | Zona tariffaria A  |
| Arturo Soria              |       | Madrid             | Ciudad Lineal                       | 4 gennaio 1979                                                                                    |                     | Ascensore                                                   | Zona tariffaria A  |
| Ascao                     |       | Madrid             | Ciudad Lineal                       | 17 luglio 1974                                                                                    |                     | Ascensore                                                   | Zona tariffaria A  |
| Atocha                    |       | Madrid             | Retiro/Arganzuela                   | 27 luglio 1988                                                                                    | Renfe               | Ascensore · Parcheggio · Ufficio informazioni metropolitana | Zona tariffaria A  |
| Avenida de América        |       | Madrid             | Chamartín/Salamanca                 | 26 marzo 1973 (linea 4) 17 marzo 1975 (linea 7) 11 ottobre 1979 (linea 6) 3 giugno 1983 (linea 9) | Autobus interurbani | Ascensore · Ufficio informazioni metropolitana              | Zona tariffaria A  |
| Avenida de Europa         |       | Pozuelo de Alarcón | —                                   | 27 luglio 2007                                                                                    |                     | Ascensore                                                   | Zona tariffaria B1 |
| Avenida de Guadalajara    |       | Madrid             | San Blas-Canillejas                 | 16 marzo 2011                                                                                     |                     | Ascensore                                                   | Zona tariffaria A  |
| Avenida de la Ilustración |       | Madrid             | Fuencarral-El Pardo                 | 29 marzo 1999                                                                                     |                     | Ascensore                                                   | Zona tariffaria A  |
| Avenida de la Paz         |       | Madrid             | Chamartín/Ciudad Lineal             | 4 gennaio 1979                                                                                    |                     |                                                             | Zona tariffaria A  |
| Aviación Española         |       | Madrid             | Latina                              | 22 dicembre 2006                                                                                  |                     | Ascensore                                                   | Zona tariffaria A  |

### B
| Stazione                | Linea | Comune                     | Distretto                     | Data apertura                                     | Interscambi         | Servizi   | Zona               |
| ----------------------- | ----- | -------------------------- | ----------------------------- | ------------------------------------------------- | ------------------- | --------- | ------------------ |
| Bambú                   |       | Madrid                     | Chamartín                     | 11 aprile 2007                                    |                     | Ascensore | Zona tariffaria A  |
| Banco de España         |       | Madrid                     | Centro                        | 14 giugno 1924                                    |                     |           | Zona tariffaria A  |
| Barajas                 |       | Madrid                     | Barajas                       | 7 settembre 1999                                  |                     | Ascensore | Zona tariffaria A  |
| Barrio de la Concepción |       | Madrid                     | Ciudad Lineal                 | 17 marzo 1975                                     |                     |           | Zona tariffaria A  |
| Barrio del Pilar        |       | Madrid                     | Fuencarral-El Pardo           | 3 giugno 1983                                     |                     | Ascensore | Zona tariffaria A  |
| Barrio del Puerto       |       | Coslada                    | —                             | 5 maggio 2007                                     |                     | Ascensore | Zona tariffaria B1 |
| Batán                   |       | Madrid                     | Latina/Moncloa-Aravaca        | 4 febbraio 1961                                   |                     | Ascensore | Zona tariffaria A  |
| Baunatal                |       | San Sebastián de los Reyes | —                             | 27 aprile 2007                                    | Autobus interurbani | Ascensore | Zona tariffaria B1 |
| Begoña                  |       | Madrid                     | Chamartín/Fuencarral-El Pardo | 10 giugno 1982                                    | Autobus interurbani |           | Zona tariffaria A  |
| Bélgica                 |       | Pozuelo de Alarcón         | —                             | 27 luglio 2007                                    |                     | Ascensore | Zona tariffaria B1 |
| Berna                   |       | Pozuelo de Alarcón         | —                             | 27 luglio 2007                                    |                     | Ascensore | Zona tariffaria B1 |
| Bilbao                  |       | Madrid                     | Centro/Chamartín              | 17 ottobre 1919 (linea 1) 23 marzo 1944 (linea 4) |                     |           | Zona tariffaria A  |
| Blasco Ibáñez           |       | Madrid                     | Hortaleza                     | 24 maggio 2007                                    |                     | Ascensore | Zona tariffaria A  |
| Boadilla Centro         |       | Boadilla del Monte         | —                             | 27 luglio 2007                                    |                     | Ascensore | Zona tariffaria B2 |
| Buenos Aires            |       | Madrid                     | Puente de Vallecas            | 7 aprile 1994                                     |                     | Ascensore | Zona tariffaria A  |

### C
| Stazione               | Linea | Comune             | Distretto                         | Data apertura                                                                   | Interscambi                 | Servizi                                                                   | Zona               |
| ---------------------- | ----- | ------------------ | --------------------------------- | ------------------------------------------------------------------------------- | --------------------------- | ------------------------------------------------------------------------- | ------------------ |
| Callao                 |       | Madrid             | Centro                            | 9 agosto 1936 (linea 3) 5 giugno 1968 (linea 5)                                 |                             | Ascensore                                                                 | Zona tariffaria A  |
| Campamento             |       | Madrid             | Latina                            | 4 febbraio 1961                                                                 | Autobus interurbani         |                                                                           | Zona tariffaria A  |
| Campus de Somosaguas   |       | Pozuelo de Alarcón | —                                 | 27 luglio 2007                                                                  |                             | Ascensore                                                                 | Zona tariffaria B1 |
| Canal                  |       | Madrid             | Chamberí                          | 16 ottobre 1998                                                                 |                             | Ascensore · Bibliometro                                                   | Zona tariffaria A  |
| Canilles               |       | Madrid             | Hortaleza                         | 18 gennaio 1980                                                                 |                             | Ascensore                                                                 | Zona tariffaria A  |
| Canillejas             |       | Madrid             | San Blas-Canillejas               | 4 febbraio 1961                                                                 | Autobus interurbani         | Parcheggio                                                                | Zona tariffaria A  |
| Cantabria              |       | Boadilla del Monte | —                                 | 27 luglio 2007                                                                  |                             | Ascensore                                                                 | Zona tariffaria B2 |
| Carabanchel            |       | Madrid             | Carabanchel                       | 4 febbraio 1961                                                                 |                             |                                                                           | Zona tariffaria A  |
| Carabanchel Alto       |       | Madrid             | Carabanchel                       | 18 dicembre 2006                                                                |                             | Ascensore · Bibliometro                                                   | Zona tariffaria A  |
| Carpetana              |       | Madrid             | Carabanchel/Latina                | 1º giugno 1983                                                                  |                             | Ascensore                                                                 | Zona tariffaria A  |
| Cartagena              |       | Madrid             | Chamartín/Salamanca               | 17 marzo 1975                                                                   |                             |                                                                           | Zona tariffaria A  |
| Casa de Campo          |       | Madrid             | Latina/Moncloa-Aravaca            | 22 ottobre 2002                                                                 |                             | Ascensore                                                                 | Zona tariffaria A  |
| Casa del Reloj         |       | Leganés            | —                                 | 11 aprile 2003                                                                  |                             | Ascensore                                                                 | Zona tariffaria B1 |
| Chamartín              |       | Madrid             | Chamartín                         | 10 giugno 1982 (linea 10) 30 marzo 2007 (linea 1)                               | Autobus interurbani · Renfe | Ascensore · Parcheggio · Ufficio informazioni metropolitana · Bibliometro | Zona tariffaria A  |
| Chueca                 |       | Madrid             | Centro                            | 26 febbraio 1970                                                                |                             |                                                                           | Zona tariffaria A  |
| Ciudad de la Imagen    |       | Pozuelo de Alarcón | —                                 | 27 luglio 2007                                                                  |                             | Ascensore                                                                 | Zona tariffaria B1 |
| Ciudad de los Ángeles  |       | Madrid             | Villaverde                        | 21 aprile 2007                                                                  | Autobus interurbani         | Ascensore                                                                 | Zona tariffaria A  |
| Ciudad del Cine        |       | Pozuelo de Alarcón | —                                 | 27 luglio 2007                                                                  |                             | Ascensore                                                                 | Zona tariffaria B1 |
| Ciudad Lineal          |       | Madrid             | Ciudad Lineal/San Blas-Canillejas | 28 maggio 1964                                                                  | Autobus interurbani         | Ascensore                                                                 | Zona tariffaria A  |
| Ciudad Universitaria   |       | Madrid             | Moncloa-Aravaca                   | 13 gennaio 1987                                                                 |                             | Ascensore · Parcheggio                                                    | Zona tariffaria A  |
| Cocheras               |       | Pozuelo de Alarcón | —                                 | 27 luglio 2007                                                                  |                             | Ascensore                                                                 | Zona tariffaria B1 |
| Colombia               |       | Madrid             | Chamberí                          | 30 dicembre 1983 (linea 9) 21 maggio 2002 (linea 8)                             |                             | Ascensore                                                                 | Zona tariffaria A  |
| Colón                  |       | Madrid             | Centro/Chamberí/Salamanca         | 23 marzo 1994                                                                   |                             |                                                                           | Zona tariffaria A  |
| Colonia de los Ángeles |       | Pozuelo de Alarcón | —                                 | 27 luglio 2007                                                                  |                             | Ascensore                                                                 | Zona tariffaria B1 |
| Colonia Jardín         |       | Madrid             | Latina                            | 22 ottobre 2002 (linea 10) 27 luglio 2007 (linee ML2 e ML3)                     | Autobus interurbani         | Ascensore · Parcheggio                                                    | Zona tariffaria A  |
| Concha Espina          |       | Madrid             | Chamartín                         | 30 dicembre 1983                                                                |                             | Ascensore                                                                 | Zona tariffaria A  |
| Conde de Casal         |       | Madrid             | Retiro                            | 11 ottobre 1979                                                                 | Autobus interurbani         | Ascensore                                                                 | Zona tariffaria A  |
| Congosto               |       | Madrid             | Villa de Vallecas                 | 3 marzo 1999                                                                    |                             | Ascensore                                                                 | Zona tariffaria A  |
| Conservatorio          |       | Getafe             | —                                 | 11 aprile 2003                                                                  |                             | Ascensore                                                                 | Zona tariffaria B1 |
| Coslada Central        |       | Coslada            | —                                 | 5 maggio 2007                                                                   |                             | Ascensore                                                                 | Zona tariffaria B1 |
| Cruz del Rayo          |       | Madrid             | Chamartín                         | 30 dicembre 1983                                                                |                             |                                                                           | Zona tariffaria A  |
| Cuatro Caminos         |       | Madrid             | Chamartín/Tetuán                  | 17 ottobre 1919 (linea 1) 10 settembre 1929 (linea 2) 11 ottobre 1979 (linea 6) |                             | Ascensore                                                                 | Zona tariffaria A  |
| Cuatro Vientos         |       | Madrid             | Latina                            | 11 aprile 2003                                                                  |                             | Ascensore                                                                 | Zona tariffaria A  |
| Cuzco                  |       | Madrid             | Chamartín/Tetuán                  | 10 giugno 1982                                                                  |                             |                                                                           | Zona tariffaria A  |

### D
| Stazione          | Linea | Comune             | Distretto  | Data apertura                                                                    | Interscambi | Servizi   | Zona               |
| ----------------- | ----- | ------------------ | ---------- | -------------------------------------------------------------------------------- | ----------- | --------- | ------------------ |
| Delicias          |       | Madrid             | Arganzuela | 26 marzo 1949                                                                    |             | Ascensore | Zona tariffaria A  |
| Diego de León     |       | Madrid             | Salamanca  | 17 settembre 1932 (linea 4) 26 febbraio 1970 (linea 5) 11 ottobre 1979 (linea 6) |             |           | Zona tariffaria A  |
| Dos Castillas     |       | Pozuelo de Alarcón | —          | 27 luglio 2007                                                                   |             | Ascensore | Zona tariffaria B1 |
| Duque de Pastrana |       | Madrid             | Chamartín  | 30 dicembre 1983                                                                 |             |           | Zona tariffaria A  |

### E
| Stazione              | Linea | Comune  | Distretto                | Data apertura    | Interscambi         | Servizi                 | Zona               |
| --------------------- | ----- | ------- | ------------------------ | ---------------- | ------------------- | ----------------------- | ------------------ |
| El Bercial            |       | Getafe  | —                        | 11 aprile 2003   |                     | Ascensore               | Zona tariffaria B1 |
| El Capricho           |       | Madrid  | Barajas                  | 24 novembre 2006 |                     | Ascensore               | Zona tariffaria A  |
| El Carmen             |       | Madrid  | Ciudad Lineal            | 24 maggio 1964   |                     |                         | Zona tariffaria A  |
| El Carrascal          |       | Leganés | —                        | 11 aprile 2003   |                     | Ascensore               | Zona tariffaria B1 |
| El Casar              |       | Getafe  | —                        | 11 aprile 2003   | Parcheggio          | Ascensore               | Zona tariffaria B1 |
| Embajadores           | [ 1 ] | Madrid  | Arganzuela/Centro        | 9 agosto 1936    |                     | Ascensore · Bibliometro | Zona tariffaria A  |
| Empalme               |       | Madrid  | Latina                   | 4 febbraio 1961  |                     | Ascensore               | Zona tariffaria A  |
| Esperanza             |       | Madrid  | Hortaleza                | 4 gennaio 1979   |                     |                         | Zona tariffaria A  |
| Estación del Arte     |       | Madrid  | Centro/Retiro/Arganzuela | 26 dicembre 1921 | Autobus interurbani |                         | Zona tariffaria A  |
| Estadio Metropolitano |       | Madrid  | San Blas-Canillejas      | 5 maggio 2007    |                     | Ascensore               | Zona tariffaria A  |
| Estrecho              |       | Madrid  | Tetuán                   | 6 marzo 1929     |                     |                         | Zona tariffaria A  |
| Estrella              |       | Madrid  | Moratalaz/Retiro         | 31 gennaio 1980  |                     |                         | Zona tariffaria A  |
| Eugenia de Montijo    |       | Madrid  | Carabanchel/Latina       | 27 ottobre 1999  |                     | Ascensore               | Zona tariffaria A  |

### F
| Stazione            | Linea | Comune             | Distretto              | Data apertura    | Interscambi         | Servizi   | Zona               |
| ------------------- | ----- | ------------------ | ---------------------- | ---------------- | ------------------- | --------- | ------------------ |
| Feria de Madrid     |       | Madrid             | Barajas                | 24 giugno 1998   | Autobus interurbani | Ascensore | Zona tariffaria A  |
| Ferial de Boadilla  |       | Boadilla del Monte | —                      | 27 luglio 2007   |                     | Ascensore | Zona tariffaria B2 |
| Francos Rodríguez   |       | Madrid             | Moncloa-Aravaca/Tetuán | 12 febbraio 1999 |                     | Ascensore | Zona tariffaria A  |
| Fuencarral          |       | Madrid             | Fuencarral-El Pardo    | 10 giugno 2982   |                     | Ascensore | Zona tariffaria A  |
| Fuenlabrada Central |       | Fuenlabrada        | —                      | 11 aprile 2003   |                     | Ascensore | Zona tariffaria A  |
| Fuente de la Mora   |       | Madrid             | Hortaleza              | 24 maggio 2007   |                     | Ascensore | Zona tariffaria A  |

### G
| Stazione         | Linea | Comune | Distretto                         | Data apertura                                        | Interscambi | Servizi                | Zona               |
| ---------------- | ----- | ------ | --------------------------------- | ---------------------------------------------------- | ----------- | ---------------------- | ------------------ |
| García Noblejas  |       | Madrid | Ciudad Lineal/San Blas-Canillejas | 1974                                                 |             |                        | Zona tariffaria A  |
| Getafe Central   |       | Getafe | —                                 | 11 aprile 2003                                       |             | Ascensore · Parcheggio | Zona tariffaria B1 |
| Goya             |       | Madrid | Salamanca                         | 1924 (linea 2) 1944 (linea 4)                        |             | Ascensore              | Zona tariffaria A  |
| Gran Vía         |       | Madrid | Centro                            | 1919 (linea 1) 1970 (linea 5)                        |             |                        | Zona tariffaria A  |
| Gregorio Marañón |       | Madrid | Chamberí/Chamartín/Salamanca      | 1998                                                 |             | Ascensore              | Zona tariffaria A  |
| Guzmán el Bueno  |       | Madrid | Chamberí/Moncloa-Aravaca          | 13 gennaio 1987 (linea 6) 12 febbraio 1999 (linea 7) |             | Ascensore              | Zona tariffaria A  |

### H
| Stazione                | Linea | Comune                     | Distretto           | Data apertura  | Interscambi | Servizi   | Zona               |
| ----------------------- | ----- | -------------------------- | ------------------- | -------------- | ----------- | --------- | ------------------ |
| Henares                 |       | San Fernando de Henares    | —                   | 5 maggio 2007  |             | Ascensore | Zona tariffaria B1 |
| Herrera Oria            |       | Madrid                     | Fuencarral-El Pardo | 3 giugno 1983  |             |           | Zona tariffaria A  |
| Hortaleza               |       | Madrid                     | Hortaleza           | 11 aprile 2007 |             | Ascensore | Zona tariffaria A  |
| Hospital 12 de Octubre  |       | Madrid                     | Usera               | 21 aprile 2007 |             | Ascensore | Zona tariffaria A  |
| Hospital de Fuenlabrada |       | Fuenlabrada                | —                   | 11 aprile 2003 |             | Ascensore | Zona tariffaria B2 |
| Hospital de Móstoles    |       | Móstoles                   | —                   | 11 aprile 2003 |             | Ascensore | Zona tariffaria B2 |
| Hospital del Henares    |       | Coslada                    | —                   | 5 maggio 2007  |             | Ascensore | Zona tariffaria B1 |
| Hospital Infanta Sofía  |       | San Sebastián de los Reyes | —                   | 26 aprile 2007 |             | Ascensore | Zona tariffaria B1 |
| Hospital Severo Ochoa   |       | Leganés                    | —                   | 11 aprile 2003 |             | Ascensore | Zona tariffaria B1 |

### I
| Stazione         | Linea | Comune             | Distretto | Data apertura    | Interscambi | Servizi   | Zona               |
| ---------------- | ----- | ------------------ | --------- | ---------------- | ----------- | --------- | ------------------ |
| Ibiza            |       | Madrid             | Retiro    | 24 febbraio 1986 |             |           | Zona tariffaria A  |
| Iglesia          |       | Madrid             | Chamartín | 17 ottobre 1919  |             |           | Zona tariffaria A  |
| Infante Don Luis |       | Boadilla del Monte | —         | 27 luglio 2007   |             | Ascensore | Zona tariffaria B2 |
| Islas Filipinas  |       | Madrid             | Chamartín | 12 febbraio 1999 |             | Ascensore | Zona tariffaria A  |

### J
| Stazione            | Linea | Comune                  | Distretto | Data apertura  | Interscambi         | Servizi   | Zona               |
| ------------------- | ----- | ----------------------- | --------- | -------------- | ------------------- | --------- | ------------------ |
| Jarama              |       | San Fernando de Henares | —         | 5 maggio 2007  |                     | Ascensore | Zona tariffaria B1 |
| Joaquín Vilumbrales |       | Alcorcón                | —         | 11 aprile 2003 |                     | Ascensore | Zona tariffaria B1 |
| José Isbert         |       | Pozuelo de Alarcón      | —         | 27 luglio 2007 | Autobus interurbani | Ascensore | Zona tariffaria B1 |
| Juan de la Cierva   |       | Getafe                  | —         | 11 aprile 2003 |                     | Ascensore | Zona tariffaria B1 |
| Julián Besteiro     |       | Leganés                 | —         | 11 aprile 2003 |                     | Ascensore | Zona tariffaria B1 |

### L
| Stazione        | Linea | Comune          | Distretto           | Data apertura                                        | Interscambi         | Servizi                 | Zona               |
| --------------- | ----- | --------------- | ------------------- | ---------------------------------------------------- | ------------------- | ----------------------- | ------------------ |
| La Almudena     |       | Madrid          | Ciudad Lineal       | 16 marzo 2011                                        |                     | Ascensore               | Zona tariffaria A  |
| La Elipa        |       | Madrid          | Ciudad Lineal       | 16 marzo 2011                                        |                     | Ascensore               | Zona tariffaria A  |
| La Fortuna      |       | Leganés         | —                   | 5 ottobre 2010                                       |                     | Ascensore               | Zona tariffaria B1 |
| La Gavia        |       | Madrid          | Villa de Vallecas   | 16 maggio 2007                                       |                     | Ascensore               | Zona tariffaria A  |
| La Granja       |       | Alcobendas      | —                   | 26 aprile 2007                                       |                     | Ascensore               | Zona tariffaria B1 |
| La Latina       |       | Madrid          | Centro              | 6 giugno 1968                                        |                     |                         | Zona tariffaria A  |
| La Moraleja     |       | Alcobendas      | —                   | 26 aprile 2007                                       |                     | Ascensore               | Zona tariffaria B1 |
| La Peseta       |       | Madrid          | Carabanchel         | 18 dicembre 2006                                     |                     | Ascensore               | Zona tariffaria A  |
| La Poveda       |       | Arganda del Rey | —                   | 7 aprile 1999                                        |                     | Ascensore · Parcheggio  | Zona tariffaria B3 |
| La Rambla       |       | Coslada         | —                   | 5 maggio 2007                                        |                     | Ascensore               | Zona tariffaria B1 |
| Lacoma          |       | Madrid          | Fuencarral-El Pardo | 29 marzo 1999                                        |                     | Ascensore               | Zona tariffaria A  |
| Lago            |       | Madrid          | Moncloa-Aravaca     | 1º febbraio 1961                                     |                     | Ascensore               | Zona tariffaria A  |
| Laguna          |       | Madrid          | Latina              | 10 maggio 1995                                       |                     | Ascensore               | Zona tariffaria A  |
| Las Musas       |       | Madrid          | San Blas-Canillejas | 1974                                                 |                     |                         | Zona tariffaria A  |
| Las Rosas       |       | Madrid          | San Blas-Canillejas | 16 marzo 2011                                        |                     | Ascensore               | Zona tariffaria A  |
| Las Suertes     |       | Madrid          | Villa de Vallecas   | 16 maggio 2007                                       |                     | Ascensore               | Zona tariffaria A  |
| Las Tablas      |       | Madrid          | Fuencarral-El Pardo | 26 aprile 2007 (linea 10) 24 maggio 2007 (linea ML1) |                     | Ascensore               | Zona tariffaria A  |
| Lavapiés        |       | Madrid          | Centro              | 9 agosto 1936                                        |                     | Ascensore               | Zona tariffaria A  |
| Leganés Central |       | Leganés         | —                   | 11 aprile 2003                                       | Autobus interurbani | Ascensore · Parcheggio  | Zona tariffaria B1 |
| Legazpi         |       | Madrid          | Arganzuela          | 1º marzo 1951                                        | Autobus interurbani | Ascensore · Bibliometro | Zona tariffaria A  |
| Lista           |       | Madrid          | Salamanca           | 17 settembre 1932                                    |                     |                         | Zona tariffaria A  |
| Loranca         |       | Fuenlabrada     | —                   | 11 aprile 2003                                       |                     | Ascensore               | Zona tariffaria B2 |
| Los Espartales  |       | Getafe          | —                   | 11 aprile 2003                                       | Autobus interurbani | Ascensore               | Zona tariffaria B1 |
| Lucero          |       | Madrid          | Latina              | 10 maggio 1995                                       |                     | Ascensore               | Zona tariffaria A  |

### M
| Stazione               | Linea | Comune     | Distretto                | Data apertura                                      | Interscambi         | Servizi                                        | Zona               |
| ---------------------- | ----- | ---------- | ------------------------ | -------------------------------------------------- | ------------------- | ---------------------------------------------- | ------------------ |
| Manoteras              |       | Madrid     | Hortaleza                | 11 aprile 2007                                     |                     | Ascensore · Ufficio informazioni metropolitana | Zona tariffaria A  |
| Manuel Becerra         |       | Madrid     | Salamanca                | 14 giugno 1924 (linea 2) 11 ottobre 1979 (linea 6) |                     |                                                | Zona tariffaria A  |
| Manuel de Falla        |       | Alcobendas | —                        | 27 aprile 2007                                     |                     | Ascensore                                      | Zona tariffaria B1 |
| Manuela Malasaña       |       | Móstoles   | —                        | 11 aprile 2003                                     |                     | Ascensore                                      | Zona tariffaria B2 |
| Mar de Cristal         |       | Madrid     | Hortaleza                | 27 aprile 1998 (linea 4) 24 giugno 1998 (linea 8)  |                     | Ascensore · Bibliometro                        | Zona tariffaria A  |
| María Tudor            |       | Madrid     | Hortaleza                | 24 maggio 2007                                     |                     | Ascensore                                      | Zona tariffaria A  |
| Marqués de la Valdavia |       | Alcobendas | —                        | 26 aprile 2007                                     |                     | Ascensore                                      | Zona tariffaria B1 |
| Marqués de Vadillo     |       | Madrid     | Carabanchel              | 6 giugno 1968                                      |                     |                                                | Zona tariffaria A  |
| Méndez Álvaro          |       | Madrid     | Arganzuela               | 1981                                               | Autobus interurbani | Parcheggio                                     | Zona tariffaria A  |
| Menéndez Pelayo        |       | Madrid     | Retiro                   | 8 maggio 1923                                      |                     |                                                | Zona tariffaria A  |
| Miguel Hernández       |       | Madrid     | Puente de Vallecas       | aprile 1994                                        |                     | Ascensore · Parcheggio                         | Zona tariffaria A  |
| Mirasierra             |       | Madrid     | Fuencarral-El Pardo      | 28 marzo 2011                                      |                     | Ascensore                                      | Zona tariffaria A  |
| Moncloa                |       | Madrid     | Chamberí/Moncloa-Aravaca | 17 luglio 1963 (linea 3) 10 maggio 1995 (linea 6)  | Autobus interurbani | Ascensore · Bibliometro                        | Zona tariffaria A  |
| Montecarmelo           |       | Madrid     | Fuencarral-El Pardo      | 26 aprile 2007                                     |                     | Ascensore                                      | Zona tariffaria A  |
| Montepríncipe          |       | Alcorcón   | —                        | 27 luglio 2007                                     |                     | Ascensore                                      | Zona tariffaria B1 |
| Móstoles Central       |       | Móstoles   | —                        | 11 aprile 2003                                     | Autobus interurbani | Ascensore · Parcheggio                         | Zona tariffaria B2 |

### N
| Stazione           | Linea | Comune             | Distretto                 | Data apertura                                 | Interscambi | Servizi                                                      | Zona               |
| ------------------ | ----- | ------------------ | ------------------------- | --------------------------------------------- | ----------- | ------------------------------------------------------------ | ------------------ |
| Noviciado          | [ 2 ] | Madrid             | Centro                    | 1925                                          |             |                                                              | Zona tariffaria A  |
| Nueva Numancia     |       | Madrid             | Puente de Vallecas        | 2 luglio 1962                                 |             |                                                              | Zona tariffaria A  |
| Nuevo Mundo        |       | Boadilla del Monte | —                         | 27 luglio 2007                                |             | Ascensore                                                    | Zona tariffaria B2 |
| Nuevos Ministerios |       | Madrid             | Chamartín/Chamberí/Tetuán | 1979 (linea 6) 1982 (linea 10) 2002 (linea 8) |             | Ascensore · Ufficio informazioni metropolitana · Bibliometro | Zona tariffaria A  |
| Núñez de Balboa    |       | Madrid             | Salamanca                 | 2 marzo 1970 (linea 5) 1986 (linea 9)         |             |                                                              | Zona tariffaria A  |

### O
| Stazione  | Linea | Comune | Distretto        | Data apertura                                          | Interscambi         | Servizi   | Zona              |
| --------- | ----- | ------ | ---------------- | ------------------------------------------------------ | ------------------- | --------- | ----------------- |
| O'Donnell |       | Madrid | Salamanca/Retiro | 11 ottobre 1979                                        |                     |           | Zona tariffaria A |
| Opañel    |       | Madrid | Carabanchel      | 7 maggio 1981                                          |                     |           | Zona tariffaria A |
| Ópera     |       | Madrid | Centro           | 27 dicembre 1925 (linee 2 e R) 5 giugno 1968 (linea 5) |                     | Ascensore | Zona tariffaria A |
| Oporto    |       | Madrid | Carabanchel      | 6 giugno 1968 (linea 5) 7 maggio 1981 (linea 6)        | Autobus interurbani |           | Zona tariffaria A |

### P
| Stazione               | Linea | Comune             | Distretto                 | Data apertura                                           | Interscambi         | Servizi                                        | Zona               |
| ---------------------- | ----- | ------------------ | ------------------------- | ------------------------------------------------------- | ------------------- | ---------------------------------------------- | ------------------ |
| Pacífico               |       | Madrid             | Retiro                    | 8 maggio 1923 (linea 1) 11 ottobre 1979 (linea 6)       |                     | Ascensore                                      | Zona tariffaria A  |
| Paco de Lucía          |       | Madrid             | Fuencarral-El Pardo       | 25 marzo 2015                                           |                     | Ascensore                                      | Zona tariffaria A  |
| Palas de Rey           |       | Madrid             | Fuencarral-El Pardo       | 24 maggio 2007                                          |                     | Ascensore                                      | Zona tariffaria A  |
| Palos de la Frontera   |       | Madrid             | Arganzuela                | 26 marzo 1949                                           |                     | Ascensore                                      | Zona tariffaria A  |
| Pan Bendito            |       | Madrid             | Carabanchel               | 1998                                                    |                     | Ascensore                                      | Zona tariffaria A  |
| Parque de las Avenidas |       | Madrid             | Salamanca                 | 17 maggio 1975                                          |                     |                                                | Zona tariffaria A  |
| Parque de los Estados  |       | Fuenlabrada        | —                         | 11 aprile 2003                                          |                     | Ascensore                                      | Zona tariffaria B2 |
| Parque de Santa María  |       | Madrid             | Hortaleza                 | 15 dicembre 1998                                        |                     | Ascensore                                      | Zona tariffaria A  |
| Parque Europa          |       | Fuenlabrada        | —                         | 11 aprile 2003                                          |                     | Ascensore                                      | Zona tariffaria B2 |
| Parque Lisboa          |       | Alcorcón           | —                         | 11 aprile 2003                                          |                     | Ascensore                                      | Zona tariffaria B1 |
| Parque Oeste           |       | Alcorcón           | —                         | 11 aprile 2003                                          |                     | Ascensore                                      | Zona tariffaria B1 |
| Pavones                |       | Madrid             | Moratalaz                 | 31 gennaio 1980                                         |                     | Ascensore                                      | Zona tariffaria A  |
| Peñagrande             |       | Madrid             | Fuencarral-El Pardo       | 29 marzo 1999                                           |                     | Ascensore                                      | Zona tariffaria A  |
| Pinar de Chamartín     |       | Madrid             | Ciudad Lineal             | 11 aprile 2007 (linee 1 e 4) 24 maggio 2007 (linea ML1) |                     | Ascensore                                      | Zona tariffaria A  |
| Pinar del Rey          |       | Madrid             | Hortaleza                 | 15 gennaio 2007                                         |                     | Ascensore                                      | Zona tariffaria A  |
| Pío XII                |       | Madrid             | Chamartín                 | 30 dicembre 1983                                        |                     |                                                | Zona tariffaria A  |
| Pirámides              |       | Madrid             | Arganzuela                | 6 giugno 1968                                           |                     | Ascensore                                      | Zona tariffaria A  |
| Pitis                  |       | Madrid             | Fuencarral-El Pardo       | 29 marzo 1999                                           |                     | Ascensore                                      | Zona tariffaria A  |
| Plaza de Castilla      |       | Madrid             | Chamartín/Tetuán          | 1961 (linea 1) anni ottanta (linee 9 e 10)              | Autobus interurbani | Ascensore · Ufficio informazioni metropolitana | Zona tariffaria A  |
| Plaza de España        | [ 2 ] | Madrid             | Centro/Moncloa-Aravaca    | 1941                                                    |                     | Ascensore                                      | Zona tariffaria A  |
| Plaza Elíptica         |       | Madrid             | Carabanchel/Usera         | 1981 (linea 6) 16 novembre 1998 (linea 11)              | Autobus interurbani | Ascensore                                      | Zona tariffaria A  |
| Portazgo               |       | Madrid             | Puente de Vallecas        | 2 luglio 1962                                           |                     | Ascensore                                      | Zona tariffaria A  |
| Pozuelo Oeste          |       | Pozuelo de Alarcón | —                         | 27 luglio 2007                                          |                     | Ascensore                                      | Zona tariffaria B1 |
| Pradillo               |       | Móstoles           | —                         | 11 aprile 2003                                          |                     | Ascensore                                      | Zona tariffaria B2 |
| Prado de la Vega       |       | Pozuelo de Alarcón | —                         | 27 luglio 2007                                          |                     | Ascensore                                      | Zona tariffaria B1 |
| Prado del Espino       |       | Boadilla del Monte | —                         | 27 luglio 2007                                          |                     | Ascensore                                      | Zona tariffaria B2 |
| Prado del Rey          |       | Pozuelo de Alarcón | —                         | 27 luglio 2007                                          |                     | Ascensore                                      | Zona tariffaria B1 |
| Príncipe de Vergara    |       | Madrid             | Salamanca                 | 14 giugno 1924 (linea 2) 24 febbraio 1986 (linea 9)     |                     | Ascensore                                      | Zona tariffaria A  |
| Príncipe Pío           |       | Madrid             | Centro/Moncloa-Aravaca    | 1995                                                    | Autobus interurbani | Ascensore                                      | Zona tariffaria A  |
| Prosperidad            |       | Madrid             | Chamartín                 | 26 marzo 1973                                           |                     |                                                | Zona tariffaria A  |
| Pueblo Nuevo           |       | Madrid             | Ciudad Lineal             | 28 maggio 1964 (linea 5) 17 luglio 1974 (linea 7)       |                     | Ascensore                                      | Zona tariffaria A  |
| Puente de Vallecas     |       | Madrid             | Puente de Vallecas/Retiro | 8 maggio 1923                                           |                     |                                                | Zona tariffaria A  |
| Puerta de Arganda      |       | Madrid             | Vicálvaro                 | 1º dicembre 1998                                        |                     | Ascensore · Parcheggio · Bibliometro           | Zona tariffaria A  |
| Puerta de Boadilla     |       | Boadilla del Monte | —                         | 27 luglio 2007                                          |                     | Ascensore                                      | Zona tariffaria B2 |
| Puerta de Toledo       |       | Madrid             | Arganzuela/Centro         | 6 giugno 1968                                           |                     |                                                | Zona tariffaria A  |
| Puerta del Ángel       |       | Madrid             | Latina                    | 10 maggio 1995                                          |                     |                                                | Zona tariffaria A  |
| Puerta del Sur         |       | Alcorcón           | —                         | 11 aprile 2003                                          | Autobus interurbani | Ascensore · Bibliometro                        | Zona tariffaria B1 |

### Q
| Stazione | Linea | Comune | Distretto     | Data apertura    | Interscambi | Servizi | Zona              |
| -------- | ----- | ------ | ------------- | ---------------- | ----------- | ------- | ----------------- |
| Quevedo  |       | Madrid | Chamberí      | 27 dicembre 1925 |             |         | Zona tariffaria A |
| Quintana |       | Madrid | Ciudad Lineal | 28 maggio 1964   |             |         | Zona tariffaria A |

### R
| Stazione                 | Linea | Comune                     | Distretto           | Data apertura   | Interscambi | Servizi                | Zona               |
| ------------------------ | ----- | -------------------------- | ------------------- | --------------- | ----------- | ---------------------- | ------------------ |
| República Argentina      |       | Madrid                     | Chamartín           | 11 ottobre 1979 |             |                        | Zona tariffaria A  |
| Retamares                |       | Pozuelo de Alarcón         | —                   | 27 luglio 2007  |             | Ascensore              | Zona tariffaria B1 |
| Retiro                   |       | Madrid                     | Salamanca/Retiro    | 14 giugno 1924  |             |                        | Zona tariffaria A  |
| Reyes Católicos          |       | San Sebastián de los Reyes | —                   | 26 aprile 2007  |             | Ascensore              | Zona tariffaria B1 |
| Ríos Rosas               |       | Madrid                     | Chamberí            | 17 ottobre 1919 |             |                        | Zona tariffaria A  |
| Rivas Futura             |       | Rivas-Vaciamadrid          | —                   | 11 luglio 2008  |             | Ascensore · Parcheggio | Zona tariffaria B1 |
| Rivas-Urbanizaciones     |       | Rivas-Vaciamadrid          | —                   | 7 aprile 1999   |             | Ascensore · Parcheggio | Zona tariffaria B1 |
| Rivas-Vaciamadrid        |       | Rivas-Vaciamadrid          | —                   | 7 aprile 1999   |             | Ascensore · Parcheggio | Zona tariffaria B2 |
| Ronda de la Comunicación |       | Madrid                     | Fuencarral-El Pardo | 26 aprile 2007  |             | Ascensore              | Zona tariffaria A  |
| Rubén Darío              |       | Madrid                     | Chamberí/Salamanca  | 2 marzo 1970    |             |                        | Zona tariffaria A  |

### S
| Stazione            | Linea | Comune                  | Distretto                            | Data apertura                                       | Interscambi | Servizi                              | Zona               |
| ------------------- | ----- | ----------------------- | ------------------------------------ | --------------------------------------------------- | ----------- | ------------------------------------ | ------------------ |
| Sainz de Baranda    |       | Madrid                  | Retiro                               | 11 ottobre 1979 (linea 6) 31 gennaio 1980 (linea 9) |             | Ascensore                            | Zona tariffaria A  |
| San Bernardo        |       | Madrid                  | Centro/Chamberí                      | 27 dicembre 1925 (linea 2) 23 marzo 1944 (linea 4)  |             |                                      | Zona tariffaria A  |
| San Blas            |       | Madrid                  | San Blas-Canillejas                  | 1974                                                |             |                                      | Zona tariffaria A  |
| San Cipriano        |       | Madrid                  | Vicálvaro                            | 1º dicembre 1998                                    |             | Ascensore                            | Zona tariffaria A  |
| San Cristóbal       |       | Madrid                  | Villaverde                           | 21 aprile 2007                                      |             | Ascensore                            | Zona tariffaria A  |
| San Fermín-Orcasur  |       | Madrid                  | Usera                                | 21 aprile 2007                                      |             | Ascensore                            | Zona tariffaria A  |
| San Fernando        |       | San Fernando de Henares | —                                    | 5 maggio 2007                                       |             | Ascensore                            | Zona tariffaria B1 |
| San Francisco       |       | Madrid                  | Carabanchel                          | 18 dicembre 2006                                    |             | Ascensore                            | Zona tariffaria A  |
| San Lorenzo         |       | Madrid                  | Hortaleza                            | 15 dicembre 1998                                    |             | Ascensore                            | Zona tariffaria A  |
| San Nicasio         |       | Leganés                 | —                                    | 11 aprile 2003                                      |             | Ascensore                            | Zona tariffaria B1 |
| Santiago Bernabéu   |       | Madrid                  | Chamartín/Tetuán                     | 10 giugno 1982                                      |             |                                      | Zona tariffaria A  |
| Santo Domingo       |       | Madrid                  | Centro                               | 27 dicembre 1925                                    |             |                                      | Zona tariffaria A  |
| Serrano             |       | Madrid                  | Salamanca                            | 23 marzo 1944                                       |             |                                      | Zona tariffaria A  |
| Sevilla             |       | Madrid                  | Centro                               | 14 giugno 1924                                      |             | Ascensore                            | Zona tariffaria A  |
| Sierra de Guadalupe |       | Madrid                  | Villa de Vallecas/Puente de Vallecas | 4 marzo 1999                                        |             | Ascensore · Parcheggio · Bibliometro | Zona tariffaria A  |
| Siglo XXI           |       | Boadilla del Monte      | —                                    | 27 luglio 2007                                      |             | Ascensore                            | Zona tariffaria B2 |
| Simancas            |       | Madrid                  | San Blas-Canillejas                  | 1974                                                |             |                                      | Zona tariffaria A  |
| Sol                 |       | Madrid                  | Centro                               | 1919 (linea 1) 1924 (linea 2) 1936 (linea 3)        |             | Ascensore                            | Zona tariffaria A  |
| Somosaguas Centro   |       | Pozuelo de Alarcón      | —                                    | 27 luglio 2007                                      |             | Ascensore                            | Zona tariffaria B1 |
| Somosaguas Sur      |       | Pozuelo de Alarcón      | —                                    | 27 luglio 2007                                      |             | Ascensore                            | Zona tariffaria B1 |
| Suanzes             |       | Madrid                  | San Blas-Canillejas                  | 18 gennaio 1980                                     |             |                                      | Zona tariffaria A  |

### T
| Stazione        | Linea | Comune | Distretto           | Data apertura                             | Interscambi | Servizi   | Zona              |
| --------------- | ----- | ------ | ------------------- | ----------------------------------------- | ----------- | --------- | ----------------- |
| Tetuán          |       | Madrid | Tetuán              | 1929                                      |             |           | Zona tariffaria A |
| Tirso de Molina |       | Madrid | Centro              | 26 dicembre 1921                          |             |           | Zona tariffaria A |
| Torre Arias     |       | Madrid | San Blas-Canillejas | 1980                                      |             |           | Zona tariffaria A |
| Tres Olivos     |       | Madrid | Fuencarral-El Pardo | 26 aprile 2007                            |             | Ascensore | Zona tariffaria A |
| Tribunal        |       | Madrid | Centro              | 17 ottobre 1919 (linea 1) 1981 (linea 10) |             | Ascensore | Zona tariffaria A |

### U
| Stazione                    | Linea | Comune   | Distretto   | Data apertura  | Interscambi | Servizi   | Zona               |
| --------------------------- | ----- | -------- | ----------- | -------------- | ----------- | --------- | ------------------ |
| Universidad Rey Juan Carlos |       | Móstoles | —           | 11 aprile 2003 |             | Ascensore | Zona tariffaria B2 |
| Urgel                       |       | Madrid   | Carabanchel | 6 giugno 1968  |             |           | Zona tariffaria A  |
| Usera                       |       | Madrid   | Usera       | 7 maggio 1981  |             | Ascensore | Zona tariffaria A  |

### V
| Stazione              | Linea | Comune   | Distretto                | Data apertura                                   | Interscambi         | Servizi                | Zona               |
| --------------------- | ----- | -------- | ------------------------ | ----------------------------------------------- | ------------------- | ---------------------- | ------------------ |
| Valdeacederas         |       | Madrid   | Tetuán                   | 1º febbraio 1961                                |                     |                        | Zona tariffaria A  |
| Valdebernardo         |       | Madrid   | Vicálvaro                | 1º dicembre 1998                                |                     | Ascensore              | Zona tariffaria A  |
| Valdecarros           |       | Madrid   | Villa de Vallecas        | 16 maggio 2007                                  |                     | Ascensore              | Zona tariffaria A  |
| Valdezarza            |       | Madrid   | Moncloa-Aravaca          | 12 febbraio 1999                                |                     | Ascensore              | Zona tariffaria A  |
| Velázquez             |       | Madrid   | Salamanca                | 23 marzo 1944                                   |                     |                        | Zona tariffaria A  |
| Ventas                |       | Madrid   | Salamanca                | 14 giugno 1924 (linea 2) 2 marzo 1970 (linea 5) |                     |                        | Zona tariffaria A  |
| Ventilla              |       | Madrid   | Tetuán                   | 3 giugno 1983                                   |                     |                        | Zona tariffaria A  |
| Ventorro del Cano     |       | Alcorcón | —                        | 27 luglio 2007                                  |                     | Ascensore              | Zona tariffaria B1 |
| Ventura Rodríguez     |       | Madrid   | Centro/Moncloa-Aravaca   | 1941                                            |                     | Ascensore              | Zona tariffaria A  |
| Vicálvaro             |       | Madrid   | Vicálvaro                | 1º dicembre 1998                                | Autobus interurbani | Ascensore · Parcheggio | Zona tariffaria A  |
| Vicente Aleixandre    |       | Madrid   | Moncloa-Aravaca/Chamberí | 13 gennaio 1987                                 |                     |                        | Zona tariffaria A  |
| Villa de Vallecas     |       | Madrid   | Villa de Vallecas        | 4 marzo 1999                                    |                     | Ascensore              | Zona tariffaria A  |
| Villaverde Alto       |       | Madrid   | Villaverde               | 21 aprile 2007                                  |                     | Ascensore              | Zona tariffaria A  |
| Villaverde Bajo Cruce |       | Madrid   | Villaverde               | 21 aprile 2007                                  | Autobus interurbani | Ascensore              | Zona tariffaria A  |
| Vinateros             |       | Madrid   | Moratalaz                | 31 gennaio 1980                                 |                     |                        | Zona tariffaria A  |
| Virgen del Cortijo    |       | Madrid   | Hortaleza                | 24 maggio 2007                                  |                     | Ascensore              | Zona tariffaria A  |
| Vista Alegre          |       | Madrid   | Carabanchel              | 6 giugno 1968                                   |                     |                        | Zona tariffaria A  |

## Stazioni non più in esercizio
Ad oggi l'unica stazione a non svolgere più la propria funzione originaria è Chamberí, che si trova sul percorso della linea 1. Inaugurata il 17 ottobre 1919, è stata una delle prime stazioni della rete metropolitana della capitale spagnola. Negli anni '60, per compensare all'incremento del traffico di viaggiatori, fu deciso l'allungamento delle stazioni della linea 1 per consentire il servizio a treni di maggiore capacità: a farne le spese fu proprio la suddetta stazione, data l'impossibilità tecnica di effettuare interventi simili per la sua posizione in curva e data anche la vicinanza a quelle di Bilbao e Iglesia. Chamberí fu chiusa il 21 maggio 1966 e per circa quarant'anni fu di fatto una stazione fantasma, fino alla conversione in museo il 25 marzo 2008.

## Stazioni in progettazione
La tabella indica il nome di ogni stazione, la linea (o le linee) su cui sarà ubicata, la probabile data di inizio lavori e la probabile fine, la tipologia e gli eventuali interscambi.
| Stazione | Linea | Comune | Distretto         | Data di prevista apertura | Interscambi | Servizi                                                     | Zona              |
| -------- | ----- | ------ | ----------------- | ------------------------- | ----------- | ----------------------------------------------------------- | ----------------- |
| Atocha   |       | Madrid | Retiro/Arganzuela | 2023                      | Renfe       | Ascensore · Parcheggio · Ufficio informazioni metropolitana | Zona tariffaria A |

## Cambi di denominazione delle stazioni
Nel corso della storia della metropolitana di Madrid sono stati numerosi i cambi di denominazione delle singole stazioni, in alcuni casi si è avuto anche più di un cambio. Molte delle stazioni cambiarono nome sotto il regime franchista per poi cambiarlo, in alcuni casi, alla fine di quel periodo. Altre stazioni, invece, hanno cambiato il proprio nome ancor prima di aperte al pubblico. Di seguito un elenco con i cambi effettuati:
| Nuovo nome             | Nome precedente             | Anno |
| ---------------------- | --------------------------- | ---- |
| Iglesia                | Martínez Camposs            | 1919 |
| Tribunal               | Hospicio                    | 1919 |
| Gran Vía               | Red de San Luis             | 1920 |
| Ópera                  | Isabel II                   | 1931 |
| Fermín Galán           | Ópera                       | 1937 |
| Ópera                  | Fermín Galán                | 1939 |
| General Mola           | Príncipe de Vergara         | 1939 |
| Tirso de Molina        | Progreso                    | 1939 |
| José Antonio           | Gran Vía                    | 1940 |
| Gran Vía               | José Antonio                | 1984 |
| Príncipe de Vergara    | General Mola                | 1984 |
| Opañel                 | Elvas                       | 1984 |
| Palos de la Frontera   | Palos de Moguer             | 1987 |
| Príncipe Pío           | Norte                       | 1995 |
| Santiago Bernabéu      | Lima                        | 1997 |
| Rivas-Urbanizaciones   | Rivas-Covibar               | 1999 |
| Rivas Vaciamadrid      | Rivas-Casco                 | 1999 |
| Valdezarza             | Virgen de la Paloma         | 1999 |
| El Capricho            | Los Castillos               | 2003 |
| Joaquín Vilumbrales    | Alcalde Joaquín Vilumbrales | 2003 |
| Joaquín Vilumbrales    | Parque de la Luz            | 2006 |
| Las Suertes            | Rafael de León              | 2006 |
| Arganzuela-Planetario  | Arganzuela                  | 2007 |
| Hospital 12 de Octubre | Doce de Octubre             | 2007 |
| Villaverde Bajo-Cruce  | Cruce de Villaverde Bajo    | 2007 |
| San Fermín-Orcasur     | San Fermín                  | 2007 |
| Ciudad de los Ángeles  | El Espinillo                | 2007 |
| Aeropuerto T1-T2-T3    | Aeropuerto                  | 2007 |
| Hospital Infanta Sofía | Hospital del Norte          | 2008 |
| Vodafone Sol           | Sol                         | 2013 |
| Paco de Lucía          | Costa Brava                 | 2014 |
| Sol                    | Vodafone Sol                | 2016 |
| Feria de Madrid        | Campo de las Naciones       | 2017 |
| Estadio Metropolitano  | Estadio Olímpico            | 2017 |
| Vicente Aleixandre     | Metropolitano               | 2018 |
| Estación del Arte      | Atocha                      | 2018 |
| Atocha                 | Atocha Renfe                | 2022 |

Per altre stazioni, invece, sono stati proposti nomi diversi da quelli programmati o in uso, ma per ragioni differenti sono stati accantonati. Di seguito un elenco con i cambi mai effettuati:
| Nome attuale      | Nome proposto    | Anno |
| ----------------- | ---------------- | ---- |
| Manuel Becerra    | Plaza de Roma    | 1979 |
| Cruz del Rayo     | G. Ortega        | 1979 |
| Duque de Pastrana | Areneros         | 1979 |
| Ventilla          | Sorolla          | 1979 |
| Valdebernardo     | Lucio de Mingo   | 1998 |
| Pirámides         | Vicente Calderón | 2004 |
| Mirasierra        | El Sacedal       | 2011 |